# کیث دی
کیث دی (انگلیسی: Keith Day؛ زادهٔ ۲۹ نوامبر ۱۹۶۲) بازیکن فوتبال اهل بریتانیا است.
از باشگاه‌هایی که در آن بازی کرده‌است می‌توان به باشگاه فوتبال کولچستر یونایتد، باشگاه فوتبال سیتینگبورو، باشگاه فوتبال اولی، باشگاه فوتبال فارن‌بورو، باشگاه فوتبال گرایس اتلتیک، و باشگاه فوتبال لیتون اورینت اشاره کرد.